# Paytm
Paytm ist ein indisches Zahlungsdienstleistungs- und Finanztechnologieunternehmen mit Sitz in Noida. Paytm ist in verschiedenen indischen Sprachen verfügbar. Nach Angaben des Unternehmens nutzen mehr als 20 Millionen Händler und Kleinunternehmen in ganz Indien ihr QR-Code-Zahlungssystem, um Zahlungen direkt auf ihr Bankkonto zu akzeptieren. 2020 hatte das Unternehmen insgesamt 330 Millionen Kunden. Paytm verfügt neben seiner Abteilung für Zahlungsdienstleistungen auch über eine Banklizenz und betreibt mit Paytm Mall einen eigenen Onlineshop.

## Geschichte
Paytm wurde im August 2010 mit einer Anfangsinvestition von 2 Millionen US-Dollar von seinem Gründer Vijay Shekhar Sharma in Noida, einer Stadt in der Nähe von Indiens Hauptstadt Neu-Delhi, gegründet. Der Name stellt eine Teilabkürzung für "pay through mobile" dar. Es begann als Prepaid-Handy- und DTH-Aufladeplattform und fügte 2013 Datenkarten, Postpaid-Handy- und Festnetz-Rechnungszahlungen hinzu.
Im Januar 2014 führte das Unternehmen die Paytm Wallet ein, die von Indian Railways und Uber als Zahlungsoption hinzugefügt wurde. Die Zahl der registrierten Nutzer von Paytm stieg von 11,8 Millionen im August 2014 auf 104 Millionen im August 2015. Im August 2015 erhielt Paytm eine Lizenz von der Reserve Bank of India, um die Paytm Payments Bank als eigenständige Einheit zu starten. Im Februar 2017 startete Paytm seine Paytm Mall App, mit der Verbraucher bei registrierten Verkäufern einkaufen können. Im selben Jahr expandierte das Unternehmen nach Kanada und ein Jahr später nach Japan.
Ab 2018 begann es gemeinsam mit Alibaba eine Plattform für mobile Spiele zu betreiben. Im Mai 2019 ging es eine Partnerschaft mit der Citibank zur Einführung einer eigenen Kreditkarte ein. Im November 2021 erfolgte der Börsengang von Paytm.

## Investoren
Im März 2015 erhielt Paytm seine große Investition vom chinesischen E-Commerce-Unternehmen Alibaba Group, nachdem die Ant Group, eine Tochtergesellschaft, im Rahmen einer strategischen Vereinbarung 40 % der Anteile an Paytm übernommen hatte. Kurz darauf erhielt es eine Investition von Ratan Tata, dem Geschäftsführer von Tata Sons.
Im Mai 2017 erhielt Paytm die größte Beteiligungsrunde eines einzelnen Investors – SoftBank – und brachte damit die Bewertung des Unternehmens auf über 8 Milliarden US-Dollar. Im August 2018 investierte Berkshire Hathaway 356 Millionen US-Dollar.

## Sponsoring
Paytm ist Partner der Indian Premier League und des Teams Mumbai Indians.